# Prospalta bicyclata
Prospalta bicyclata là một loài bướm đêm trong họ Noctuidae.